# ʿAbd ar-Rahmān ibn Muldscham al-Murādī
ʿAbd ar-Rahmān ibn Muldscham al-Murādī (arabisch عبدالرحمن بن ملجم المرادي; † 31. Januar 661) war ein Charidschit, der für die Ermordung von ʿAlī ibn Abī Tālib, dem vierten Kalifen, bekannt wurde. Die weiteren Details seines Lebens sind kaum überliefert.

## Attentatskomplott
Einige der Charidschiten trafen sich in Mekka und besprachen die Schlacht von Nahrawan im Jahr 659, bei der Hunderte ihrer Kameraden von den Truppen Alis getötet wurden, nachdem sie von Alis Armee abgewichen waren. Sie kamen überein, drei der Führer des Islam zu ermorden: ibn Muldscham sollte ʿAlī ibn Abī Tālib töten, al-Hujjaj al-Tamimi sollte Mu'awiya töten und Amr ibn Bakr al-Tamimi sollte 'Amr ibn al-'As töten. Die Attentate sollten gleichzeitig stattfinden, wenn die drei Führer zum Morgengebet in ihre jeweiligen Städte Kufa, Damaskus und Fustat kamen. Dabei sollten die Ziele mit einem in Gift getauchten Schwert getötet werden.

## Ermordung von Ali
Am 26. Januar 661 wurde Ali, während er in der Großen Moschee von Kufa betete, von ʿAbd ar-Rahmān ibn Muldscham angegriffen. Er wurde von ibn Muldschams vergiftetem Schwert verwundet, während er sich während des Gebetes niederwarf. Die medizinische Behandlung für Ali wurde von einem führenden Arzt übernommen; Ali erlag jedoch trotzdem am 28. Januar 661 seinen Verletzungen.
Drei Tage später führte Alis Sohn, Al-Hasan ibn ʿAlī, persönlich die Hinrichtung von ibn Muldscham durch.